# Pholidichthys
Pholidichthys (лат.) — род лучепёрых рыб из монотипического семейства фолидихтиевых отряда Cichliformes. Ранее семейство включали в состав отряда окунеобразных (Perciformes), а с 2016 года семейство и отряд помещены в подсерию Ovalentaria. Распространены в западной части Тихого океана и у берегов северной Австралии. Морские придонные рыбы.

## Описание
Тело вытянутое, угреобразной, лишено чешуи. На каждой стороне головы по одной ноздре. Окончание верхней челюсти доходит до вертикали, проходящей через окончание глаза. Брюшные плавники с одним колючим и 2—3 мягкими лучами, расположены под или немного впереди оснований грудных плавников; иногда отсутствуют. Спинной плавник длинный с 66—98 мягкими лучами, начинается сразу за жаберной крышкой. В анальном плавнике 49—81 мягкий луч. Спинной и анальный плавники соединяются с закруглённым хвостовым плавником. В грудных плавниках 15 мягких лучей. Позвонков 71—101. У личинок между глазами расположены 4 прикрепительные железы.

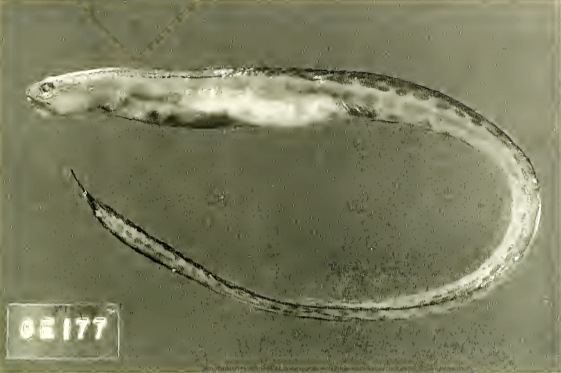
Pholidichthys anguis

## Классификация
В составе рода выделяют два вида:
- Pholidichthys anguis Springer & Larson, 1996[4]. Австралия, Северная территория. Арафурское море и залив Карпентария. Максимальная длина тела 24,5 см.
- Pholidichthys leucotaenia Bleeker, 1856. Северо-западные Филиппины и Соломоновы острова. Максимальная длина тела 34 см.